# La esfera cúbica
La esfera cúbica es una serie limitada de historieta fantástica, publicada en 1982, del autor español Josep María Beà. 

## Contexto e inspiración
Como explica el propio autor: 

Con La esfera cúbica di de manera inmotivada con la necesidad de arremeter contra tópicos muy manidos, sentía odio hacia ellos porque lo embarran todo con melaza de palosanto, todo discurre por caminos trillados hasta la náusea y que, de manera irremediable, conducen al lugar de siempre. Con guiones carentes de imaginación, el autor y el lector practican una suerte de neutralidad psicológica, una neutralidad similar a la situación del psicoanalista frente al paciente donde no hay discurso explícito ni reflexión consciente. No soporto estos guiones con un déjà vu pertinaz que revela desde un inicio como va a acabar la cosa —si es que acaba— y que siempre suele ser de naturaleza cretina.

## Legado e influencia
Esta obra, descrita por el propio Beà, como "de un barroquismo brutal, al límite del colapso gráfico", le motivaría para buscar "algo más sencillo e inmediato", como los trabajos que realizaría con el seudónimo de Sánchez Zamora para la misma revista.

## Ediciones
- 1984: La Esfera Cúbica. (G&B S.A.)
- 2008: La Esfera Cúbica (el álbum incluye un CD con música del propio Beà y Sergi Puertas). (Glénat)